# Mitromorpha wilhelminae
Mitromorpha wilhelminae is een slakkensoort uit de familie van de Mitromorphidae. De wetenschappelijke naam van de soort is voor het eerst geldig gepubliceerd in 1984 door van Aartsen, Menkhorst & Gittenberger.